# Parafia Matki Bożej Różańcowej w Dziewieniszkach
Parafia Matki Bożej Różańcowej w Dziewieniszkach (lit. Švč. M. Marijos Rožančinės parapija) – parafia rzymskokatolicka administracyjnie należąca do dekanatu solecznickiego archidiecezji wileńskiej. Według stanu na maj 2024 proboszczem parafii był ks. Domas Valančauskas. 